# Barrigada
Barrigada es una municipalidad (o ciudad) en el centro de la isla de Guam. Una gran municipalidad residencial, su ciudad más grande está situada al sur del aeropuerto internacional de Guam cerca de la intersección de las carreteras 8,10 y 16. La comunidad del este conocida como Barrigada Heights está considerada como uno de los mejores barrios de la isla, donde las residencias tienen unas vistas magníficas, viéndose desde ellas casi todo Guam incluyendo el aeropuerto y los hoteles en la bahía Tumon.
Desde el 2 de agosto al 4 de agosto de 1944, los marines americanos entraron en combate con soldados japoneses en esta zona durante la Batalla de Guam en la Segunda Guerra Mundial. Cuando la línea japonesa colapsó los americanos los empujaron hacia el Norte, ganando la batalla.
En tiempos recientes, las tres autopistas principales en Barrigada han sido cambiadas de nombre en honor al ejército de Estados Unidos. La ruta 8 es llamada "Purple Heart Memorial Highway". La 10 es llamada "Vietnam Veterans Highway".  Y la 16 es llamada "Army Drive".

## Tiyan (Antiguo Agana NAS)
El Norte de las rutas 8 y 10 es la antigua Agana Naval Air Station, la mayoría de las cuales se encuentran dentro de los límites de Barrigada.  Cuando NAS (ahora Aeropuerto internacional de Guam) fue cerrado en la mitad de la década de 1990, la tierra y los edificios fueron dados al gobierno de Guam, que los utilizó para hacer oficinas del gobierno. El nombre original Chamorro, Tiyan, ha sido restaurado y es el nombre común para designar la zona.
Barrigada alberga también la oficina de correos central de Guam.
El cierre de Agana NAS dio lugar a la apertura de la Avenida Central / Sunset Boulevard, en el lado norte de las pistas, al público general. Esta ajetreada, carretera sin número ofrece un atajo entre Barrigada y Tamuning y Tumon, los centros económicos de Guam.

## Actividades
La ciudad tiene dos distritos comerciales. Uno se extiende a lo largo de la Ruta 8 en la aldea principal y el otro a lo largo de la Ruta 16 en Barrigada Heights, donde los minoristas de descuento Costco y PriceSmart, abrieron tiendas.

## Educación
La Educación pública de Guam sirve la zona.
Hay dos elementary schools (B.P. Carbullido Elementary School, P.C. Lujan Elementary School) y elLuis P. Untalan Middle School.